# Harold Alden
Harold Lee Alden (ur. 10 stycznia 1890 w Chicago, zm. 3 lutego 1964 w Charlottesville) – amerykański astronom. 
W latach 1925–1945 pracował w znajdującej się w Johannesburgu południowej placówce Yale Observatory (należącego do Uniwersytetu Yale). W latach 1945–1960 był dyrektorem McCormick Observatory. Zajmował się określaniem paralaks i ruchów własnych gwiazd, obserwacjami długookresowych gwiazd zmiennych oraz astrometrią fotograficzną.
Jego imieniem nazwano krater Alden na Księżycu.